# Irecê
Irecê es un municipio brasilero del estado de la Bahia. Su población estimada el 1 de julio de 2005 (fuente: IBGE) era de 99.531 habitantes.

## Historia
Irecê es un nombre indígena que significa "por el agua, a merced de la corriente".
El municipio de Irecê fue creado el 2 de agosto de 1926, por la ley 1896, firmada en el Palacio del Gobierno por Francisco Marques de Góes Calmon, con la denominación de Villa de Irecê. La independencia política de Irecê aconteció de hecho a partir del año de 1933, a través del decreto 8452, del 31 de mayo de 1933, firmado en el Palacio del Gobierno, por Juracy M.M. Magalhães, restaurando el entonces extinto municipio.

## Geografía
Situado a 478 km de la ciudad de Salvador, el municipio de Irecê está en la zona fisiográfica de la Chapada Diamantina Septentrional, abarcando toda el área del Polígono de las Secas. Pertenece a la cuenca del São Francisco.

## Economía
El municipio es famoso y reconocido por el gran potencial agrícola y agropecuario, y por su título de "Ciudad del frijol" por las grandes safras cosechadas aquí en las décadas de 1980 y 1990.

## Administración
- Prefecto: Zé de las Virgens (2009/2012)
- Viceprefecto: Paulo Freire
- Presidente de la cámara: Tertuliano Leal Libório (2009/2012)

## Educación
La ciudad posee un campus avanzado de la Universidad Federal de la Bahia (UFBA), un campus de la Universidad Estatal de la Bahia (UnEb) y un campus del Instituto Federal de Educación Ciencia y Tecnología de la Bahia (IFBA), contando también con facultades particulares.